# Carrozze FNM tipo Socimi

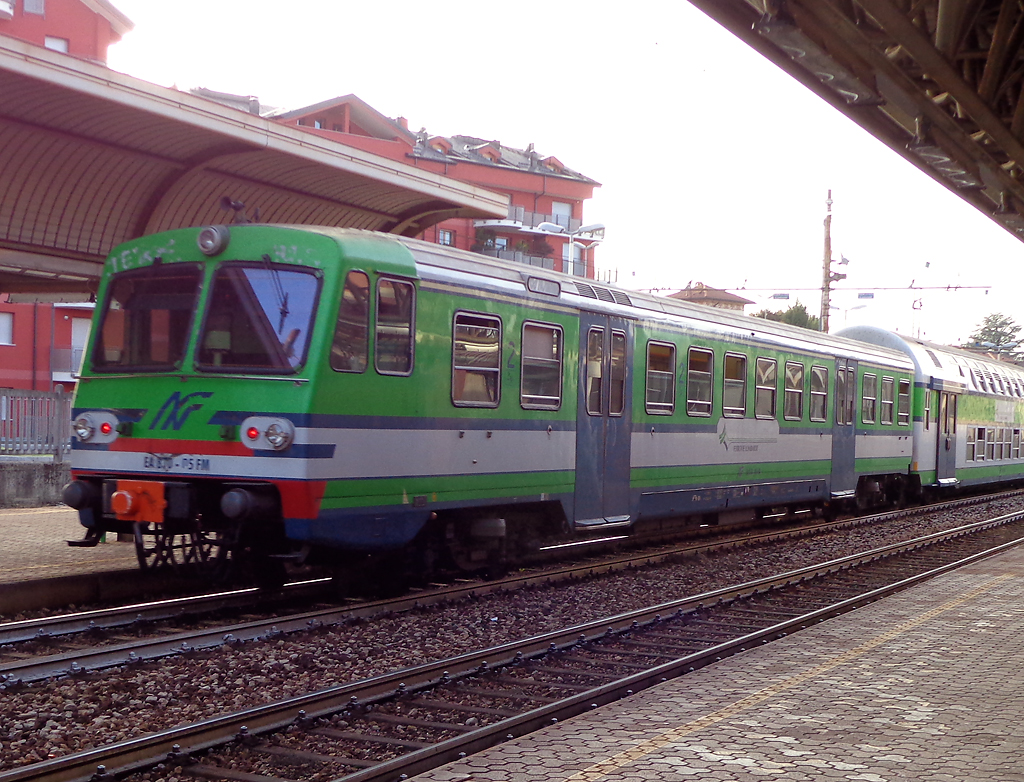
Carrozza Socimi in livrea bianco-verde, in partenza da Tradate nel 2012

Le carrozze Socimi delle Ferrovie Nord Milano sono una serie di carrozze viaggiatori costruite negli anni ottanta dalla Socimi di Binasco per treni regionali e diretti. Sono anche soprannominate "tipo hinterland".

## Caratteristiche e utilizzo

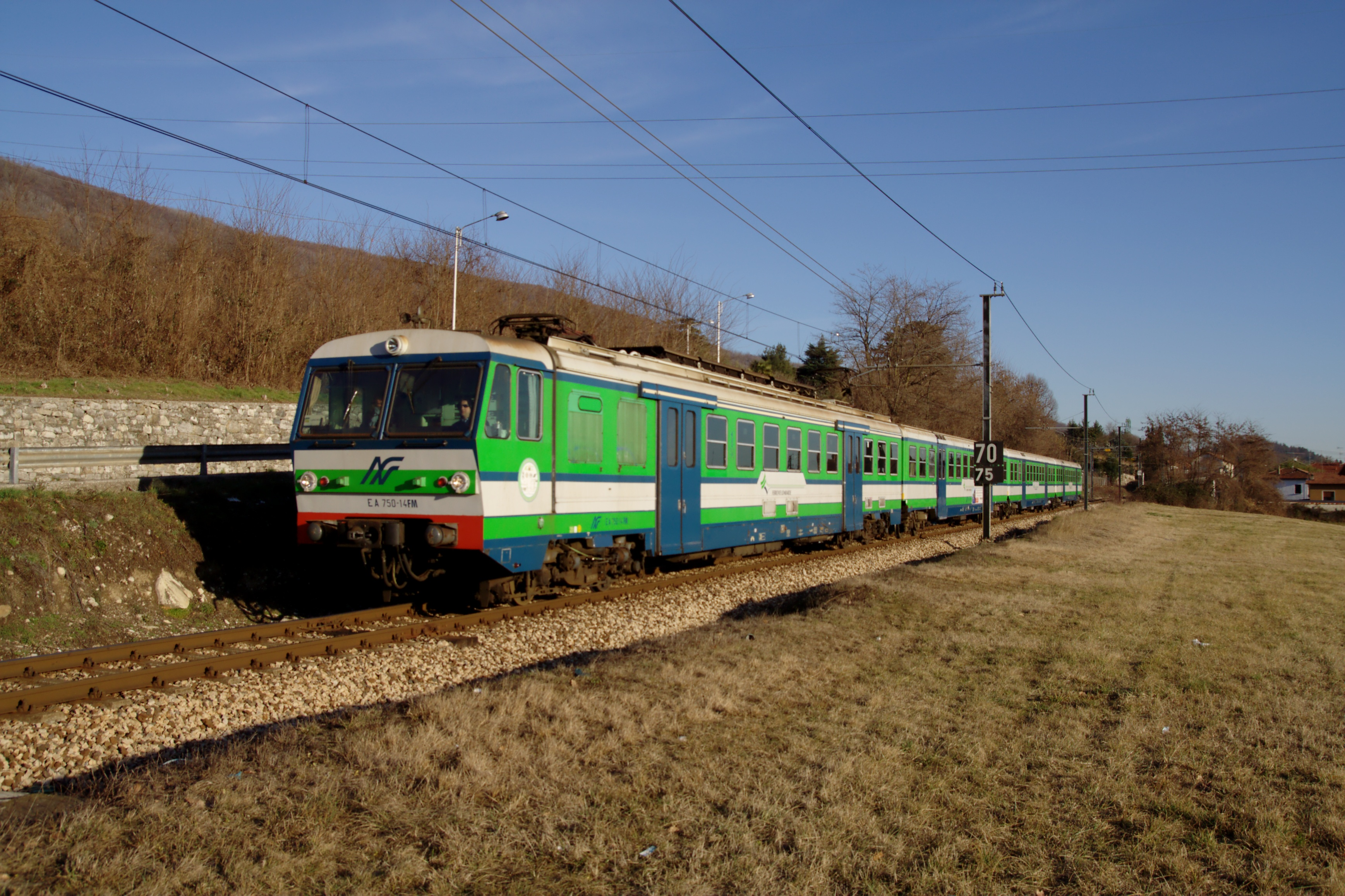
Le carrozze Socimi al traino di un’automotrice EA.750 14 di seconda serie

Come consuetudine presso le FNM queste carrozze vennero progettate per essere trainate indifferentemente da locomotive elettriche o da elettromotrici. Furono realizzate in due allestimenti: carrozze attrezzate senza cabina e rimorchi pilota con una cabina di guida.
Le carrozze attrezzate furono consegnate tra il 1981-1982 e vennero classificate come E.960-01 ÷ 21 (senza convertitore statico) ed E.960-22 ÷ 28 (con convertitore statico, poi riclassificate E.970-01 ÷ 07). 
I rimorchi pilota furono consegnati nel 1983 e classificati E.860-01 ÷ 06 (senza convertitore) ed E.870-01 ÷ 06 (con convertitore).
Utilizzate per anni al traino di locomotive E.600, E.610, E.620 o in composizione con elettromotrici E.750 le carrozze attrezzate così come i rimorchi pilota hanno terminato definitivamente la loro vita operativa nel 2015.
Ad oggi tale materiale risulta in buona parte demolito.